# Дубровка (Шиловский район)
Дубровка — село в Шиловском районе Рязанской области в составе Тырновского сельского поселения.

## Географическое положение
Село Дубровка расположено на Окско-Донской равнине на левом берегу реки Средник вблизи ее устья в 25 км к северо-востоку от пгт Шилово. Расстояние от села до районного центра Шилово по автодороге — 35 км.
К югу от села небольшие лесные массивы (Лес Бараниха, Лес «Лисий хвост») и овраги Васильев и Ласар, к северу — устье реки Средник с затоном Чилим и пойменными озерками, к западу — река Ока. Ближайшие населенные пункты — села Тырново, Свинчус, деревни Акулово и Полтавка.

## Население
| 1859 | 1897  | 1906  | 2010 |
| ---- | ----- | ----- | ---- |
| 1502 | ↘1034 | ↗1680 | ↘98  |

По данным переписи населения 2010 г. в селе Дубровка постоянно проживают 98 чел. (в 1992 г. — 135 чел.).

## Происхождение названия
Михайловские краеведы И. Журкин и Б. Катагощин связывали происхождение названия села Дубровка с тем, что здесь некогда произрастали дубовые рощи.
Э. М. Мурзаев в «Словаре народных географических терминов» писал, что дубки — это мелкий лесок, роща из мелколесья. Дубник — дубовый лес, роща дубового леса, молодой дубовый лесок. А дубрава — дубовый лес с примесью других лиственных пород — ясеня, липы, остролистого клёна; густой, дремучий лес.
Рязанские краеведы А. В. Бабурин и А. А. Никольский считают, что название села возникло от термина «дуброва» — дубовый лес с примесью других лиственных пород, лиственный лес вообще. Дуброва — старая форма современного слова дубрава. В связи с широким распространением данного топонима (в т. ч. на территориях позднего заселения) его связь с древнерусским личным именем Дуброва представляется маловероятной.

## История
Впервые село Дубровка упоминается в писцовых книгах по Шацку и Касимову за 1658—1659 гг., где ему дается такое описание: 
«Село Дубровка на озере Великом, а в селе церковь во имя Николая Чудотворца, древена, а в церкве образы и ризы и книги и свечи и колокола и всякое церковное строение прихоцкое. А у церкве: двор поп Иван, двор поп Протасей, двор дьячек Ивашка Степанов, двор пономарь Гришка Иванов, двор просвирница Овдотьица. Пашни церковные паханые середние земли 20 четвертей в поле, а в дву потомуж, сена по Оке реке на Кнежецком яру 60 копен. В селе-ж 24 двора крестьянских, 13 дворов бобыльских, людей в них 118 человек и 12 мест пустых».
По окладным книгам за 1676 г. в селе Дубровка при Никольской церкви значатся: 
«Двор попа Пимина, двор попа Григорья, двор попа Павла, 3 двора дьячковых, двор пономарской, двор просвирницын, да прихоцких: 3 двора помещиковых, в дву живут прикащики, в третьем дворник, крестьянских 130 дворов, 10 дворов бобыльских. Деревня Кулова, а в ней: двор помещиков, крестьянских 48 дворов, 4 двора бобыльских. Да по скаске попов земли — боярской дачи — 3 четверти в поле, в дву потомуж, сеннаго покосу на 5 копен. По окладу данных денег 3 рубли 30 алтын».
Как видно из документа, село принадлежало в то время в долях («жеребьях») трем владельцам, наиболее известными из которых являлась дворянская семья Нарышкиных.

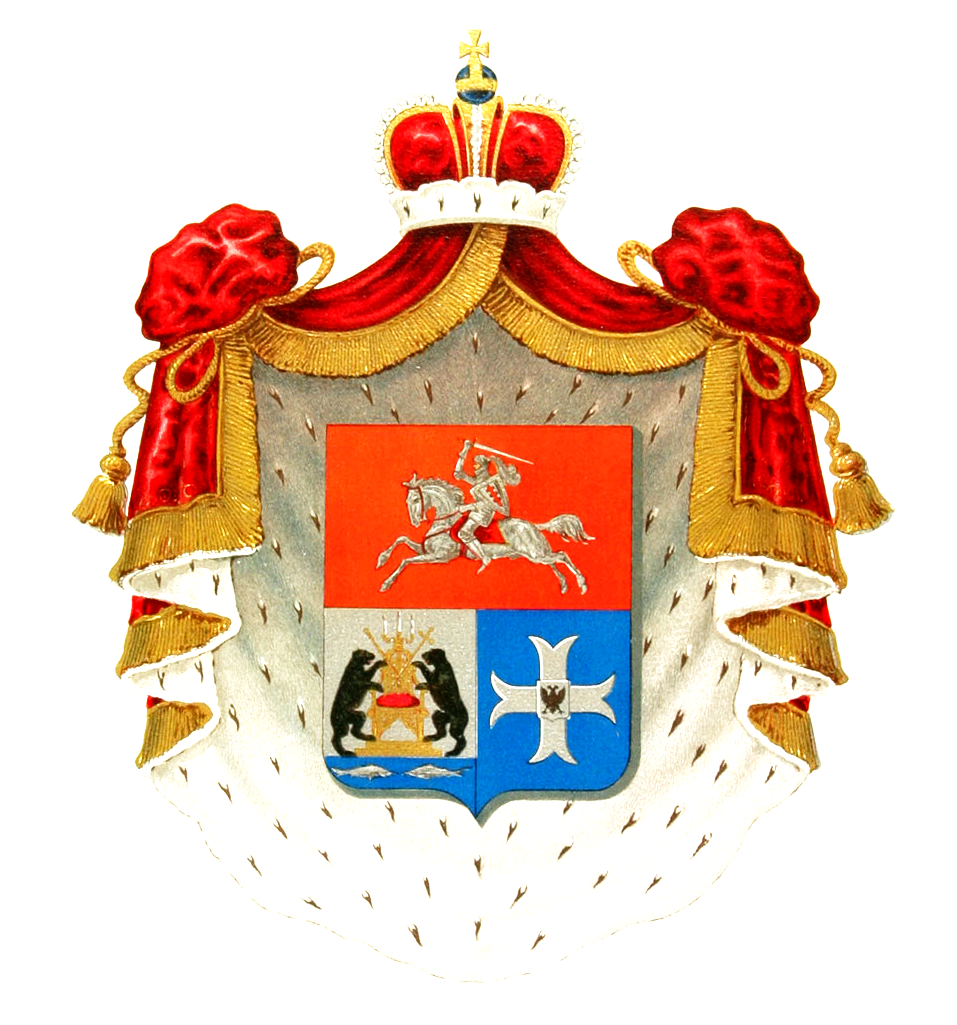
Герб рода князей Голицыных.

В 1722 г. в селе Дубровка вместо старой ветхой Никольской церкви была построена новая в то же храмонаименование. К 1752 г. владельцами половины села Дубровки стали дворяне Мухановы. В то же другая половина села (совр. ул. Голицына и Марьина Деревня) была приобретена князьями Голицыными, владевшими также соседней деревней Акулово. Ротмистр князь Федор Алексеевич Голицын (1732+1771 гг.) начинает строительство в Дубровке обширного усадебного дома. Интересно, что он вступил в конфликт с причтом местной Никольской церкви, у которого он изъял большую часть земель, отдав их в пользование своим крестьянам. Дело дошло до Духовной консистории, которая в апреле 1763 г. предписала возвратить причту церковные земли под угрозой закрытия самой церкви. Так как никакой реакции со стороны помещика не последовало, то церковь была закрыта и опечатана, а службы в ней прекращены. Только после этого князь Ф.А .Голицын распорядился вернуть причту церковные земли.

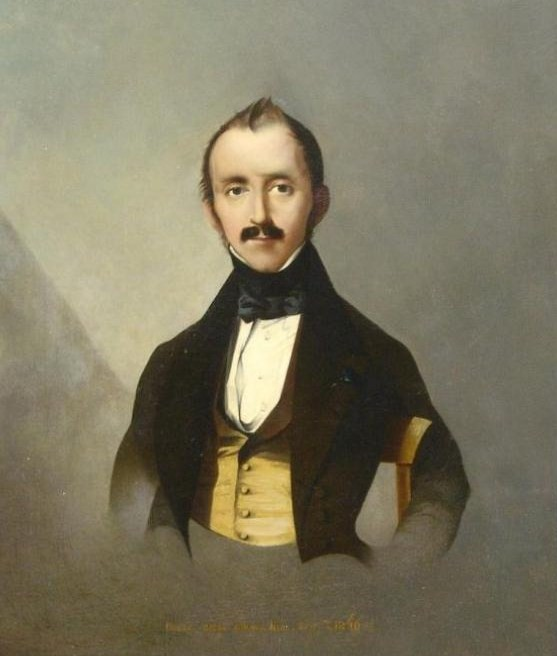
Голицын Василий Сергеевич (1794 – 1836), князь, флигель-адъютант, владелец села Дубровка.

В 1783 г. Никольская церковь в селе Дубровка сгорела, а с 1787 г. поместье князей Голицыных в селе Дубровка переходит по родству к племяннику князя Федора Алексеевича — действительному статскому советнику князю Сергею Ивановичу Голицыну (1766+1831 гг.). При нем в усадьбе Голицыных было продолжено обширное строительство. В 1790 г. был построен домовой деревянный храм во имя Рождества Пресвятой Богородицы, а в 1792 г. построена новая деревянная Никольская церковь вместо сгоревшей. В 1824 г. князь С. И. Голицын купил у Н. И. Муханова его часть села Дубровка (имение Степакино) за 25 тыс.руб. Купчая сохранилась в Касимовском историко-краеведческом музее.
В дальнейшем село Дубровка принадлежало потомкам князя С. И. Голицына: его сыну статскому советнику князю Василию Сергеевичу Голицыну (1794+1836 гг.), внуку — шталмейстеру князю Павлу Васильевичу Голицыну (1822+1871 гг.). Вероятно именно князем П. В. Голицыным в селе Дубровка был построен в окончательном варианте обширный усадебный дом с парком, садом и службами.

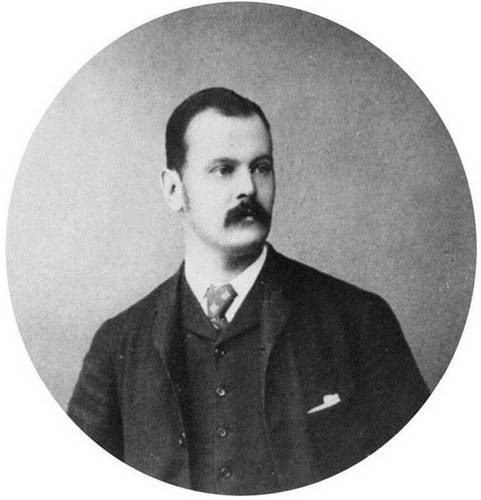
Голицын Павел Павлович (1856 – 1914), князь, егермейстер, член Государственного Совета.

Князья Голицыны являлись одними из крупных местных землевладельцев и после отмены крепостного права в 1861 г. В конце XIX — начале XX вв. усадьба в селе Дубровка принадлежала сводным братьям — действительному статскому советнику князю Павлу Павловичу Голицыну (1856+1914 гг.) и гвардии полковнику князю Петру Павловичу Голицыну (1869+1930 гг.). Только в окрестностях села Дубровка и соседней деревни Акулово им принадлежало свыше 1100 десятин земли. Выкупные платежи за «освобождение» крестьяне Дубровки и Акулова выплачивали вплоть до 1907 г. Вплоть до Октябрьской революции 1917 г. крестьяне всех деревень, бывших во владении князей Голицыных, платили им до 918 руб. в год за выгоны и пастбища, за прогоны скота по их земле. Вдобавок на господских полях, лугах, и в лесах широко использовалась разновидность барщины — «отработки».
К 1891 г., по данным И. В. Добролюбова, в состав прихода Никольской церкви села Дубровка, помимо самого села со 172 дворами, входили деревни Акулово (74 двора) и Полтавка (22 двора), в коих всего числилось 1054 души мужского и 1095 душ женского пола, в том числе грамотных — 580 мужчин и 70 женщин. В селе имелось 2 приходские школы — земская мужская и церковно-приходская женская. Что касается домовой Богородицерождественской церкви в усадьбе князей Голицыных — службы в ней были прекращены еще в 1881 г. из-за ветхости.
Из-за малоземелья крестьяне села Дубровки широко занимались отхожими промыслами — плотничали, бондарничали, скорняжили, но выбиться из нищеты так и не могли. Основная их масса была безземельной. Правда в конце XIX — начале XX вв. среди местных крестьян наблюдалось уже заметное социальное расслоение: одни выделились в мелкую буржуазию, став зажиточными кулаками, лавочниками, бакалейщиками, перекупщиками, ростовщиками, другие беднели и разорялись. В селе было 5 больших и малых торговых лавок, собственный кирпичный завод и винокуренный завод при усадьбе князей Голицыных.
К 1905 г. село Дубровка являлось административным центром Дубровской волости Касимовского уезда и насчитывало 183 двора при численности населения 1680 человек.
После Октябрьской революции 1917 г. имение Голицыных в селе Дубровка было национализировано. Большую часть картин, коллекции фарфора и архива вывезли в Рязань, в Губернский историко-художественный музей, часть — в Касимовский краеведческий музей. В годы советской власти были полностью уничтожены оба сельских храма.
Только в 2004 г. в селе Дубровка был построен и освящен новый храм во имя святителя Николая Чудотворца с приделом в честь Рождества Пресвятой Богородицы.
Выселками из села Дубровка являются село Наследничье и деревни Сельцо-Сергиевка и Сергиевка 2 Шиловского района Рязанской области.

## Социальная инфраструктура
В селе Дубровка Шиловского района Рязанской области имеются отделение почтовой связи и фельдшерско-акушерский пункт (ФАП).

## Транспорт
Основные грузо- и пассажироперевозки осуществляются автомобильным транспортом: деревня имеет выезд на проходящую поблизости автомобильную дорогу регионального значения Р125: «Ряжск — Касимов — Нижний Новгород».

## Достопримечательности
- Усадьба князей Голицыных, XIX в. Сохранность средняя: сохранились одноэтажный с мезонином главный дом перв. полов. XIX в., дом управляющего втор. полов. XIX в., корпус складских помещений и конюшня перв. полов. XIX в.; пейзажный парк из смешанных пород деревьев; плодовый сад с оградой (зарос высокой травой, кое-где по стене вьются остатки винограда, яблони переродились в дички); частично используемое здание богадельни конца XIX в.[9]
- Храм святителя Николая Чудотворца — Никольская церковь. Построен в 2004 г., придел во имя Рождества Пресвятой Богородицы.[12]

## Известные уроженцы
- Алексий (в миру Палицын Василий Михайлович; 1881+1952 гг.) — архиепископ Куйбышевский и Сызранский.